# Justizvollzugsanstalt Untermaßfeld
Die Justizvollzugsanstalt Untermaßfeld ist ein als Justizvollzugsanstalt genutztes Wasserschloss in der Gemeinde Untermaßfeld in Thüringen. Sie ist zuständig für den Regelvollzug an männlichen Gefangenen mit Freiheitsstrafen bis zu zwei Jahren und sechs Monaten, ausgenommen Freiheitsstrafen bis zu sechs Monaten aus dem Landgerichtsbezirk Gera.

## Geschichte
Die Wasserburg stammt aus der Zeit um 1150–1200. Die gesamten Außenwerke wurden Ende des 17. Jahrhunderts abgerissen. Am 17. Juli 1813 wurde die „Arbeits- und Zuchthausanstalt zu Maßfeld“ als Strafanstalt des Herzogtums Sachsen-Meiningen eröffnet. Nach jahrelangem Umbau, Ausbau sowie Schließungen und Inbetriebnahme wurde 1997 eine 6 Meter hohe Anstaltsmauer um das Gebäude herum gebaut.

## Heutige Nutzung
Die Justizvollzugsanstalt verfügt über insgesamt 357 Haftplätze, wovon 345 im geschlossenen und 12 im offenen Vollzug sind. Diesen stehen 174 Bedienstete gegenüber.